# Anagyrus australiensis
Anagyrus australiensis är en stekelart som först beskrevs av Howard 1898.  Anagyrus australiensis ingår i släktet Anagyrus och familjen sköldlussteklar. Inga underarter finns listade i Catalogue of Life.